# Monolithische Kuppel

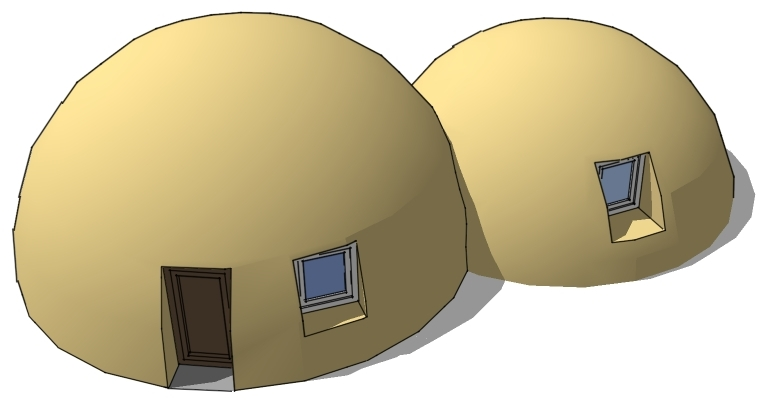
3D-Modell eines Monolithic Dome Wohngebäudes

Monolithische Kuppel oder Monolithischer Kuppelbau (engl. Monolithic Dome) bezeichnet tonnen- oder kuppelförmige Gebäude, deren tragende Schale nahtlos aus einem einzigen Werkstoff gefertigt wird. Meist besteht die Kuppel aus Stahlbeton, der gegossen oder als Spritzbeton aufgetragen wird. Als Schalung oder als tragende Hülle von kleineren Kuppelbauten wird auch Ortschaum bzw. Hartschaum verwendet.
Die Kuppelbauten haben häufig die Form einer Halbkugel und gleichen Iglus. In Europa ist diese Bauform und -konstruktion nahezu unbekannt.

## Moderne Herstellungsverfahren
Das US-amerikanische Monolithic Dome Institute (MDI) fertigt Kuppelbauten mit einer Schalung aus Folie und Ortschaum, die von innen mit Spritzbeton ausgefüllt wird. Auf einem Betonfundament wird eine große kuppelförmige Hülle aus Kunststoff befestigt, welche die spätere Form des Gebäudes vorgibt. Sie wird von mehreren Gebläsen mit Luft gefüllt und bis zum Erhärten des Stahlbetons durchgängig unter Druck gehalten. Auf die Innenseite der Hülle wird zunächst eine mehrere Zentimeter dicke Schicht aus Ortschaum gespritzt. In den erhärteten Schaum werden Klammern und Drähte geschoben, an denen später die Stahlbewehrung befestigt wird. Eine zweite Schicht Ortschaum überdeckt und sichert die Befestigung der Bewehrung. Schließlich werden mehrere Schichten Spritzbeton aufgetragen, bis die Bewehrung überdeckt ist. Öffnungen für später einzufügende Fenster und Türen bleiben dabei ausgespart.

## Geschichte
Luftdichte Schalungen, die mit Luftdruck aufgeblasen werden, werden als pneumatische Schalung (englisch pneumatic formwork) bezeichnet.
Exakter ist die Benennung als pneumatisch gestützte Schalung oder pneumatisch vorgespannte Membran.

### Methode von Wallace Neff
Der US-amerikanische Architekt Wallace Neff (1895–1982) ist bekannt für seine großen Häuser im spanischen Kolonialstil. Seit 1934 beschäftigte er sich mit Ideen für Häuser in Ballonform.
Bereits einige Jahre vorher war ein Patent erteilt worden, mit dem Betonröhren durch aufgeblasene Gummischläuche hergestellt wurden.
Offiziell nannten sich die Gebäude Airform Häuser. Sie wurden aber auch mit dem Namen Bubble House bezeichnet.
Für seine aufblasbare Schalung und die Bekleidung mit Spritzbeton und Hasendraht als Moniereisen, wurde ihm 1943 das Patent erteilt.
Später ließ er sich das Design für einfache Kuppelhäuser und auch für Flugzeughangars schützen.
Seine Einfamilien-Airform-Häuser bestanden in den USA aus zwei Kuppeln, die mit einem gemauerten Mittelstück miteinander verbunden wurden. Jahre bevor sein erstes Patent 1958 auslief, beantragte er ein Patent für eine konstruktive Weiterentwicklung, das ihm 1959 zugesprochen wurde.
Es umfasste eine Verstärkung, um die Seitenwände senkrecht und das Dach flacher herstellen zu können, ohne dass dies eine größere Menge Spritzbeton erforderte.
Insgesamt erhielt er zwölf Patente und Geschmacksmuster. Mit seinem System wurden tausende Gebäude auf der Welt gebaut. Zeitlebens glaubte er an das Konzept Gebäude mit pneumatischen Schalungen herzustellen. Im Jahr 2010 wurde in den USA nur noch eines seiner Gebäude registriert. Es war das Haus, in dem er und sein Bruder zeitweise lebten.

### Kuppeln von Mario Cavallè
Inspiriert von Wallace Neffs Kuppelhaus in Pasadena entwarf der Italiener Mario Cavallè seine eigene Methode zur preisgünstigen Herstellung von Kuppelhäusern, um dem Wohnraummangel zu begegnen.
Er war Bauingenieur und Professor am Polytechnikum Mailand, wo er neue Bautechniken entwickelte.
Von seiner Konstruktionsmethode ist nichts genaues bekannt. Auf einer runden Bodenplatte entstanden die Kuppeln aus gebogenen Betonträgern, deren rautenförmige Zwischenräume mit Hohlblocksteinen gefüllt und mit Spritzbeton geglättet wurden.
Über der runden Bodenplatte werden die Streben mit einem Ring aus Stahlband zusammen gehalten.
1946 errichtete er zwölf Kuppeln an der Via Lepanto in Mailand. Sie ruhen auf einem Kellergeschoss. Sein sichtbares Konstruktionsmerkmal ist die Kuppel auf einem deutlich zurückspringenden Haussockel. Die Kuppeln überspannen 46 Quadratmeter (ca. 8 m Außendurchmesser) und haben einen von außen durch eine Falltür zugänglichen Kellerraum mit Fenstern. Sie wurden als Iglus oder Kürbisse bezeichnet. Ursprünglich ohne Dachkonstruktion gebaut, sind die verbliebenen acht Häuser mit Dachpfannen oder Bitumenschindeln bedeckt.
In Mailand baute Cavallè weitere zweigeschossige Häuser, jedoch mit der Kuppel als Dachgeschoss und einem ebenerdigen zylinderförmigen Erdgeschoss. Die Kuppel hatte einen großen Dachüberstand.
Im Baugebiet um die Via Gaetano Donizetti wird dieser Überstand von Säulen gestützt. Der Zugang zum Obergeschoss erfolgt über eine außen angebrachte Wendeltreppe, die an einigen Häusern entfernt wurde. An diesen Kuppeln kann man das umlaufende Metallband im unteren Bereich deutlich erkennen.
Cavallè baute auch zwei Häuser mit Kuppeldachgeschoss ohne Stützsäulen. Auf dem Erdgeschoss mit seiner auffälligen Wölbung nach außen kam das Dachgeschoss mit überstehende Kuppeldach. Das Dach wurde auffällig mit hellen Punkten verziert. Sie bekamen die Spitznamen Pilz und Schlumpfhaus.
Mindestens eines hatte auch ein Kellergeschoss.
Diese beiden wurden 1965 zurückgebaut.

### Methode von Bayer für Notunterkünfte
Mit dieser Methode wurden wetterfeste halbkugelförmige Schaumkuppeln aus Polyurethan-Hartschaum vor Ort hergestellt. Es waren Behelfsunterkünfte, die nach den Erdbeben Gediz 28. März 1970 (Alaşehir 28. März 1969 *SIC*) in der Türkei (400 Stück), Chimbote 1970 in Peru und Managua 1972 in Nicaragua (500 Stück) in höheren Stückzahlen produziert wurden. Die Produktionsmethode war eine Entwicklung von Mobay Chemical Company (Pittsburg, USA, Tochterfirma von Baychem Corporation) und Farbenfabriken Bayer, die seit 1961 daran forschten. Die Ausrüstung zur vor-Ort-Produktion ließ sich mit einem LKW oder mehreren Kleintransportern ins Krisengebiet bringen. Die Produktionsstätte war nach 24 Stunden betriebsbereit und umfasste zwei überdachte Fertigungsanlagen. Mehrere Ausgangsstoffe wurden gemischt und auf rotierende pneumatisch gestützte Schalungen spiralförmig aufgesprüht.
Der Polyurethanschaum bildete sich in Sekunden und härtete nach etwa der gleichen Zeit aus. Es wurden mehrere Schichten aufgetragen. Die Wandstärke betrug danach 12–15 cm. Der untere Bereich bekam eine Verstärkung aus Glasfasergewebe und einen bis zu 10 cm breiten Flansch. Am höchsten Punkt wurde eine Belüftungsöffnung eingeschäumt. Die so entstandene Kuppel konnte nach dem Erstarren händisch in die Nähe des endgültigen Standorts getragen werden. Für den Transport einer ca. 5,50 Meter messenden Kuppel benötigte man 9 bis 20 Personen.
Die Fenster waren runde gewölbte Kunststoffscheiben, die nachträglich eingebaut und abgedichtet wurden. Der Eingang war eine in die Kuppel geschnittene ovale Öffnung, die von einer durchsichtigen Kunststoffmatte verschlossen wurde.
Am endgültigen Standort hob man einen ringförmigen Graben aus. Da hinein ließ man die Kuppel mit dem Flansch herunter und schüttete den Graben wieder zu. Das Gewicht auf dem Flansch machte die Kuppelbehausung stabil gegen starke Winde.
Zum Abschluss wurden die Schalen von innen weiß gestrichen und von außen mit grauer Farbe gegen die Witterung beschichtet.
Die graue Beschichtung verschwand jedoch mit der Zeit, wodurch eine Verwitterung und Versprödung einsetzte, die den Hartschaum braun färbte. Darüber hinaus gibt es Fotos, die annehmen lassen, dass die graue Farbe nicht auf jeder Kuppelschale aufgetragen wurde.
Die Kuppelhäuser hatten keine Verstärkung durch mineralische Baustoffe oder Stützkonstruktionen.
Es waren schnell vor Ort produzierbare Notbehausungen, die mit entsprechender Wartung und Pflege unbegrenzt haltbar sein konnten. Sie waren jedoch nur für den temporären Gebrauch vorgesehen, weil Unebenheiten im Fundamentgraben beim Aufbau vorauszusehen waren. Diese übertrugen eine ungleichmäßige Belastung in den Flansch, welche sich letztendlich nach Jahren als Spannungsrisse in der Kuppelschale zeigten.
Die Herstellung einer Notunterkunft dauerte insgesamt zwei Stunden.
Wobei Fenster und Türersatzmatte vorproduziert waren.
Die Form der Kuppelhäuser erinnerte an die traditionelle Hütte der Zulu, der iQhugwane oder einen Iglu ohne Eingangstunnel.
Die Unterkünfte in der Türkei wurden unter den Interessierten verlost.
Die größte Konstruktionsproblematik war der Eingang. Weil eine Matte anstatt Tür vorgesehen war, konnte der Wind unter die Kunststoffmatte greifen und sie zur Seite wehen. Von oben lief das Wasser unter die Matte und tropfte ins Innere. Der Eingangsbereich wurde dadurch als erstes von den Bewohnern mit Vordächern bzw. Anbauten umgestaltet.
In Peru waren sechs Jahre nach dem Erdbeben noch ca. 50 Prozent der Iglus bewohnt.
Weitgehend erhaltene Exemplare wurden noch in den 1980er Jahren genutzt.
Die Notunterkunftproduktion war eine Zusammenarbeit vom Deutschen Roten Kreuz (Westdeutschland), das die Kuppelhäuser über Spendenaktionen finanzierte, und Bayer Leverkusen, das als Auftragsunternehmen geschultes Personal, Equipment und Verbrauchsmaterial bereit stellte.
Die Unterkünfte wurden teilweise Polyurethan-Iglus genannt.
Das Rote Kreuz nannte die Produktion Iglubau.
Beim ersten Einsatz in der Türkei startete die Produktion schon im Folgemonat nach dem Erdbeben. Die Transporter für die Anlage wie auch die Fässer mit Verbrauchsmaterialien wurden mit der Transall in die Türkei transportiert.
Nach den Erdbeben in Nicaragua (1972) wurde die Idee Iglus aus Polyurethan zu spritzen aufgegeben. Die Logistik führte zu Verzögerungen. Es dauerte 148 Tage, etwa fünf Monate, bis der erste Iglu gespritzt wurde. Als dann alle 500 gespendeten Häuser erstellt waren, wurden nur etwa 30 Prozent bezogen. Zusammen mit den oktagonalen PU-Schaum-Häusern von Oxfam waren 45 Prozent der PU-Schaum-Unterkünfte bewohnt. Nach dem Erdbeben in der Türkei 1975 gab auch die Firma Oxfam das Spritzen von Notunterkünften auf. Oxfam brauchte 60 Tage, bis das erste Haus stand und die fertigen Einheiten waren nur zu 10 Prozent bewohnt.

### Domecrete-Verfahren von Helfetz
Haim Helfetz (Israel) bekam im Jahr 1964 das Patent für die Schalung des Domecrete-Verfahrens zugeteilt. Er entschied sich gegenüber Neff für einen höheren Druck von 0,04 bis 0,1 bar in der pneumatischen Schalung, um Bewegungen in der Schalung zu minimieren. Durch den erhöhten Druck stiegen auch die Kräfte in der Grundplatte, wie sie nach Neff verwendet wurde, was sie zu teuer gemacht hätte. Darum entwickelte er eine pneumatische Schalung mit eigener Bodenkonstruktion für kleine Gebäude. Die Gebäudeschale wurde mehrschichtig hergestellt. Nach innen war eine Schicht Gipsputz aufgebracht und die Versorgungsleitungen wurden einlaminiert. Auch Wärmeisolation wurde aufgebracht. Gehalten wurde das ganze entweder von Spritzbeton (im Torkret-Verfahren mit Pressluft) oder Mauerwerk. Wenige Jahre nach der Patenterteilung entstanden die ersten preisgünstigen Häuser nach dem System. 1975 wurde auch in Deutschland die Schalung patentiert. Die meisten Gebäude entstanden in Israel.

### Methode von Lloyd S. Turner
Lloyd S. Turner bekam 1966 das Patent für seine Methode zur Herstellung einer selbsttragenden Polyurethanschaumkuppel (englisch foam dome). An ein kreisförmiges Streifenfundament wird eine vorgeformte Folie luftdicht angeschlossen und aufgeblasen. Von innen wird Polyurethanschaum an die Folienkuppel und auf das Fundament gesprüht. Später wird der schwimmende Estrich erstellt. Mit dieser Methode können nur kleine Gebäude errichtet werden. Für eine längere Haltbarkeit und für größere Konstruktionen schlägt Turner das Bekleiden und Verstärken der Hartschaumschicht mit anderen Materialien vor.

### Methode von Dante Bini
Eine schnelle Methode, um Betonkuppelgebäude ohne Gerüste zu erstellen, wurde vom Italiener Dante Bini entwickelt, einem forschenden Architekt im Bereich automatisierter Bautechniken. Für die Bini Kuppeln (englisch Bini dome) nach dem Binishell System wird zuerst eine runde Fundamentplatte mit umlaufendem Fundamentring gegossen. Auf dem Ring wird ein geschlossener Moniereisenring befestigt, der den Durchmesser der Moniereisenkonstruktion vorgibt. Daneben, zum Mittelpunkt hin, ist ein im Fundamentring eingelassener Schlitz, der sich im inneren des Ringfundaments zu einem ovalen Querschnitt verbreitert. Auf der anderen Seite des Moniereisenrings sind Befestigungslöcher eingelassen. Innerhalb des Moniereisenrings wird eine wiederverwendbare kuppelförmig vorkonfektionierte nylonverstärkte Neoprenfolie flach ausgelegt und luftdicht im Schlitz verankert. Darauf werden PVC-Folienstücke überlappend ausgebreitet, damit sich die Neoprenfolie später mit wenig Reibung auseinander falten kann. Auf dieser Fläche werden federnde Spiralen nach vorgegebenem Muster in den Moniereisenring gespannt. Sie haken ineinander und es werden Moniereisenstäbe überlappend in sie hinein geschoben. Darauf kommt eine dünne Schicht Beton. Auf diesem wird eine weitere vorgeformte und bereits vorgefaltete Folie aus PVC ausgerollt. Der Rand der Folie wird um gebogenen Latten gespannt und mit Schraubhaltern am Fundament befestigt. Bevor der Beton aushärtet, wird in der Mitte der Fundamentplatte Druckluft eingeleitet, um das Sandwich aus zwei Folien und Stahlbeton in die Höhe zu heben. Während sich die Folie entfaltet, streckt sich das Netz aus den sich überschneidenden und gelenkig verbundenen Moniereisen zu einer Kuppelform. Die Spiralen haben die Aufgabe ein ungleichmäßiges Ausdehnen zu verhindern, den Beton am Ort zu halten und die gleichmäßige Verteilung des Betons während des Hebevorgangs sicherzustellen. Auch schützen sie die Folie, wenn die Moniereisen aneinander vorbei gleiten. Diese Methode wird als Bini-Schalung oder Pneumoform bezeichnet. Wenn die von der Folie vorgegebene Form erreicht ist, werden an Seilen geführte Betonverdichtern außen über die Kuppel bewegt. Wenn der Beton nach ein bis drei Tagen genügend ausgehärtet ist, wird der Druck abgelassen, die äußere Folie entfernt, Öffnungen in den Beton geschnitten und die innere Folie entfernt. Der Vorteil der Methode ist die hohe Produktivität in überbauten Quadratmetern bei niedrigem Personal- und Produktionsmitteleinsatz. Eine 36 m weite Kuppelschale ist im Scheitel 75 mm stark und an der Basis 125 mm. Auf die rohe Kuppel wird nach dem Anfertigen aller Öffnungen eine flüssige Dampfsperre aufgesprüht, gefolgt von einer wärmeisolierenden Schicht Ortschaum. Auf den unteren drei Metern wird zusätzlich Sprühputz aufgebracht, bevor alles mit einer wasserdichten Farbe versiegelt wird.
Zwischen 1970 und 1990 wurden 1500 Bini-Kuppeln mit rundem oder elliptischem Grundriss und Durchmessern zwischen 12 und 40 Metern errichtet.
Mit der Methode eine flache Betonschicht pneumatisch vom Boden anzuheben und zu formen, werden ein- oder mehrstöckige Häuser, Hallen und offene Unterstände gebaut.
Aufwendig herzustellen sind die luftundurchlässigen Abdichtungen der inneren Folie im Fundament. Darum wird inzwischen mit einem geschlossenen Luftkissen unter dem Folien-Beton-Sandwich gearbeitet.
Die Methode wurde 2014 weiterentwickelt mit dem Unterschied, dass nicht nur ein Luftkissen benutzt wird, sondern mehrere, die Kuppeltortenstücken ähneln. Damit können vor allem zweifach gekrümmte runde bzw. elliptische Betonschalen, aber auch längere elliptische Konstruktionen hergestellt werden.
In den 1970er Jahren entwickelte Dante Bini das Minishell-System für nahezu quadratische Unterstände und Häuser mit acht mal acht oder zehn mal zehn Metern Grundfläche. Erst wurde ein achteckiges, nahezu quadratisches Fundament gegossen. Darauf kam ein etwa quadratisches Luftkissen, das mit PVC-Folienstücken abgedeckt wurde. In Kreuzform wurden Moniereisen von überwiegend 6 mm Durchmesser ausgelegt und an den Seiten des Fundaments mit einem Freiheitsgrad befestigt. Dann wurde nur 4,5 Kubikmeter Beton aufgebracht mit einer durchschnittlichen Dicke von 7,5 cm. Ohne abdeckende Folie wurde die Schicht angehoben. Dabei verschob und bog sich die Schicht, wobei sie größer und dünner wurde, so dass eine Hülle in Form eines Kissens mit offenen Ecken entstand. Pro überbautem Quadratmeter fielen 1,5 Arbeitsstunden an.

### System nach Turner ohne nennenswerte Verstärkungsschicht für große Häuser
Der von Kuppelhäusern überzeugte Bob Masters baute 1979 sein erstes fast nur aus gesprühtem Hartschaum bestehendes Xanadu – Home of Tomorrow Musterhaus in Wisconsin Dells. Architekt Steward Gordon entwarf das aus gesprühtem Schaum mit wenig stabilisierender Beschichtung hergestellte Haus der Zukunft. In die weitgehend ungeglätteten Schaumwände waren teilweise Stützkonstruktionen einlaminiert. Größere Kuppeln wurden durch sichtbare baumähnliche Stützstrukturen stabilisiert. Bilderhaken wurden einlaminiert und für das Interieur wurde der Schaum auf ein Gerüst aus geformter Pappe gesprüht. Ein weiteres Xanadu Musterhaus eröffnete 1983 im Touristenort Kissimmee. Es wurde vom Architekten Roy Mason entworfen und lockte täglich bis zu 1000 zahlende Besucher an. Später eröffnete ein weiteres im Erholungsort Gatlinburg, Tennessee. Sie wurden irgendwann aufgegeben, sich selbst überlassen und bis 2005 abgerissen.
In den Wäldern Floridas steht ein weiteres Haus aus weitgehend unverstärktem Hartschaum. Es wird vermutet, dass es von den Xanadu-Häusern inspiriert wurde. Die Innenwände und einige Schränke sind aus überstrichenem ungeglättetem Polyurethanschaum und wölben sich im unteren Bereich, als ob der gesprühte Schaum vor dem Aushärten nach unten gesackt wäre. An den häufig berührten Stellen ist der Schaum mit Fliesen oder Steinen verkleidet. Auch die überdachte Vorfahrt ist aus dickem Hartschaum. In den 80er Jahren war es noch bewohnt. 2017 war das Haus verlassen, aber existent.

### Japanische Segmentbautechnik
Hierbei handelt es sich um steckbare runde Kuppelhäuser. Die einzelnen Segmente sind aus isolierendem Hartschaum und werden in Fabriken vorgefertigt. Sie werden bisher in mehreren Wohnparks in Japan verwendet. Nach dem Zusammenbau auf dem Fundament werden sie nur noch verputzt. Sie haben eine gute Dämmwirkung gegen Hitze.

### Pykrete-Gebäude
Seit 2013 bauen Studenten der TU Eindhoven in kalten Ländern Gebäude aus Pykrete. Sie nutzen dazu aufwändig geformte pneumatisch gestützte Schalungen, die sie bei Minustemperaturen mit Wasser und Fasern besprühen. Sie erreichen Spannweiten von 35 Metern und Höhen von 30 Metern. Das Harbiner Internationales Eis- und Schneefest zeigt jedes Jahr einige kleinere und größere mit dieser Methode hergestellte Gebäude.

### Nicolo Binis Methode für komplexe Häuser
Seit ca. 2016 errichtet Nicolo Bini, Sohn von Dante Bini, Häuser nach einem veränderten Neff-System. Im Gegensatz zu seinem Vater konzentriert er sich auf kleinere Objekte in eckigeren Formen. Komplexere Innenraum-Formen werden nicht mehr mit mehreren Luftkissen nacheinander hergestellt, sondern mit einem einzigen komplex geformten Luftkissen in einem Durchgang. Die Moniereisen werden speziell für die angefertigt und mit Abstandshaltern an das aufgeblasene Luftkissen installiert, bevor Spritzbeton aufgebracht wird.

## Merkmale
Diese Baukonstruktion eignet sich sowohl für kalte als auch für warme Klimata. Sie spart Heizenergie und ist im Bau günstiger als ein konventioneller Massivbau aus Stahlbeton.
Monolithic Domes gelten als sturmfest und dauerhaft. Verwendung finden sie als Wohnhaus, eignen sich jedoch auch für öffentliche Einrichtungen wie Schulen und Kirchen.